# Сет (місто)
Сет (фр. Sète [sɛt], окс. Seta [ˈseta]; до 1927 р. назва писалась Cette) — місто та муніципалітет у Франції, у регіоні Окситанія, департамент Еро, порт на березі Ліонської затоки. Населення — 44 712 осіб (01.01.2021).
Муніципалітет розташований на відстані близько 620 км на південь від Парижа, 28 км на південний захід від Монпельє.
Тут народилися поет і бард Жорж Брассанс, актор Жан Віллар, скульптори П'єр Нокка й Рішар ді Роза та поет і філософ Поль Валері, який похований на місцевому приморському цвинтарі, оспіваному ним в однойменній поезії. У місті діє Музей Поля Валері.

## Географія

### Клімат
| Клімат м. Сет             | Клімат м. Сет | Клімат м. Сет | Клімат м. Сет | Клімат м. Сет | Клімат м. Сет | Клімат м. Сет | Клімат м. Сет | Клімат м. Сет | Клімат м. Сет | Клімат м. Сет | Клімат м. Сет | Клімат м. Сет | Клімат м. Сет |
| Показник                  | Січ.          | Лют.          | Бер.          | Квіт.         | Трав.         | Черв.         | Лип.          | Серп.         | Вер.          | Жовт.         | Лист.         | Груд.         | Рік           |
| Середній максимум, °C     | 10,6          | 12,0          | 14,9          | 17,6          | 21,0          | 25,3          | 28,3          | 27,6          | 24,6          | 19,7          | 14,8          | 11,2          | 19,0          |
| Середня температура, °C   | 6,2           | 7,1           | 10,1          | 12,6          | 16,0          | 19,8          | 22,4          | 22,0          | 19,5          | 14,9          | 10,4          | 7,1           | 14,0          |
| Середній мінімум, °C      | 1,9           | 2,3           | 5,4           | 7,7           | 11,1          | 14,4          | 16,6          | 16,5          | 14,4          | 10,1          | 6,1           | 3,1           | 9,1           |
| Норма опадів, мм          | 68            | 55            | 72            | 51            | 50            | 42            | 23            | 43            | 70            | 98            | 63            | 70            | 705           |
| ------------------------- | ------------- | ------------- | ------------- | ------------- | ------------- | ------------- | ------------- | ------------- | ------------- | ------------- | ------------- | ------------- | ------------- |
| Джерело: Climate-Data.org |               |               |               |               |               |               |               |               |               |               |               |               |               |

## Історія
До 2015 року муніципалітет перебував у складі регіону Лангедок-Русійон. Від 1 січня 2016 року належить до нового об'єднаного регіону Окситанія.

## Демографія
Динаміка населення (Ehess і INSEE ):
Розподіл населення за віком та статтю (2006):
| Стать | Всього | До 15 років | 15-24 | 25-44 | 45-64 | 65-85 | Понад 85 |
| --- | ------ | ----------- | ----- | ----- | ----- | ----- | -------- |
| Чоловіки | 19 788 | 3254        | 2526  | 4458  | 5185  | 3904  | 461      |
| Жінки | 23 235 | 3192        | 2460  | 4949  | 6502  | 5229  | 903      |
| \| Статево-вікова піраміда \| Статево-вікова піраміда \| Статево-вікова піраміда \| \| ----------------------- \| ----------------------- \| ----------------------- \| \| Чоловіки \| Вік \| Жінки \| \| 461 \| 85 + \| 903 \| \| 725 \| 80-84 \| 1142 \| \| 945 \| 75-79 \| 1393 \| \| 1083 \| 70-74 \| 1376 \| \| 1151 \| 65-69 \| 1318 \| \| 1290 \| 60-64 \| 1543 \| \| 1310 \| 55-59 \| 1764 \| \| 1335 \| 50-54 \| 1695 \| \| 1250 \| 45-49 \| 1500 \| \| 1258 \| 40-44 \| 1368 \| \| 1205 \| 35-39 \| 1319 \| \| 1028 \| 30-34 \| 1194 \| \| 967 \| 25-29 \| 1068 \| \| 1117 \| 20-24 \| 1125 \| \| 1409 \| 15-20 \| 1335 \| \| 1117 \| 10-14 \| 1126 \| \| 1109 \| 5-9 \| 1021 \| \| 1028 \| 0-4 \| 1045 \| |        |             |       |       |       |       |          |
| Статево-вікова піраміда |        |             |       |       |       |       |          |
| Чоловіки | Вік    | Жінки       |       |       |       |       |          |
| 461 | 85 +   | 903         |       |       |       |       |          |
| 725 | 80-84  | 1142        |       |       |       |       |          |
| 945 | 75-79  | 1393        |       |       |       |       |          |
| 1083 | 70-74  | 1376        |       |       |       |       |          |
| 1151 | 65-69  | 1318        |       |       |       |       |          |
| 1290 | 60-64  | 1543        |       |       |       |       |          |
| 1310 | 55-59  | 1764        |       |       |       |       |          |
| 1335 | 50-54  | 1695        |       |       |       |       |          |
| 1250 | 45-49  | 1500        |       |       |       |       |          |
| 1258 | 40-44  | 1368        |       |       |       |       |          |
| 1205 | 35-39  | 1319        |       |       |       |       |          |
| 1028 | 30-34  | 1194        |       |       |       |       |          |
| 967 | 25-29  | 1068        |       |       |       |       |          |
| 1117 | 20-24  | 1125        |       |       |       |       |          |
| 1409 | 15-20  | 1335        |       |       |       |       |          |
| 1117 | 10-14  | 1126        |       |       |       |       |          |
| 1109 | 5-9    | 1021        |       |       |       |       |          |
| 1028 | 0-4    | 1045        |       |       |       |       |          |

## Економіка
2010 року серед 25 936 осіб працездатного віку (15—64 років) 16 522 були активними, 9414 — неактивними (показник активності 63,7%, у 1999 році було 64,0%). З 16 522 активних мешканців працювали 13 033 особи (6691 чоловік та 6342 жінки), безробітними було 3489 (1671 чоловік та 1818 жінок). Серед 9414 неактивних 2510 осіб було учнями чи студентами, 3359 — пенсіонерами, 3545 були неактивними з інших причин.

У 2010 році в муніципалітеті числилось 21628 оподаткованих домогосподарств, у яких проживали 43740,0 особи, медіана доходів виносила 15 504 євро на одного особоспоживача

## Уродженці
- Рене Дедьє (*1898 — †1985) — французький футболіст, півзахисник, згодом — футбольний тренер.

## Галерея зображень

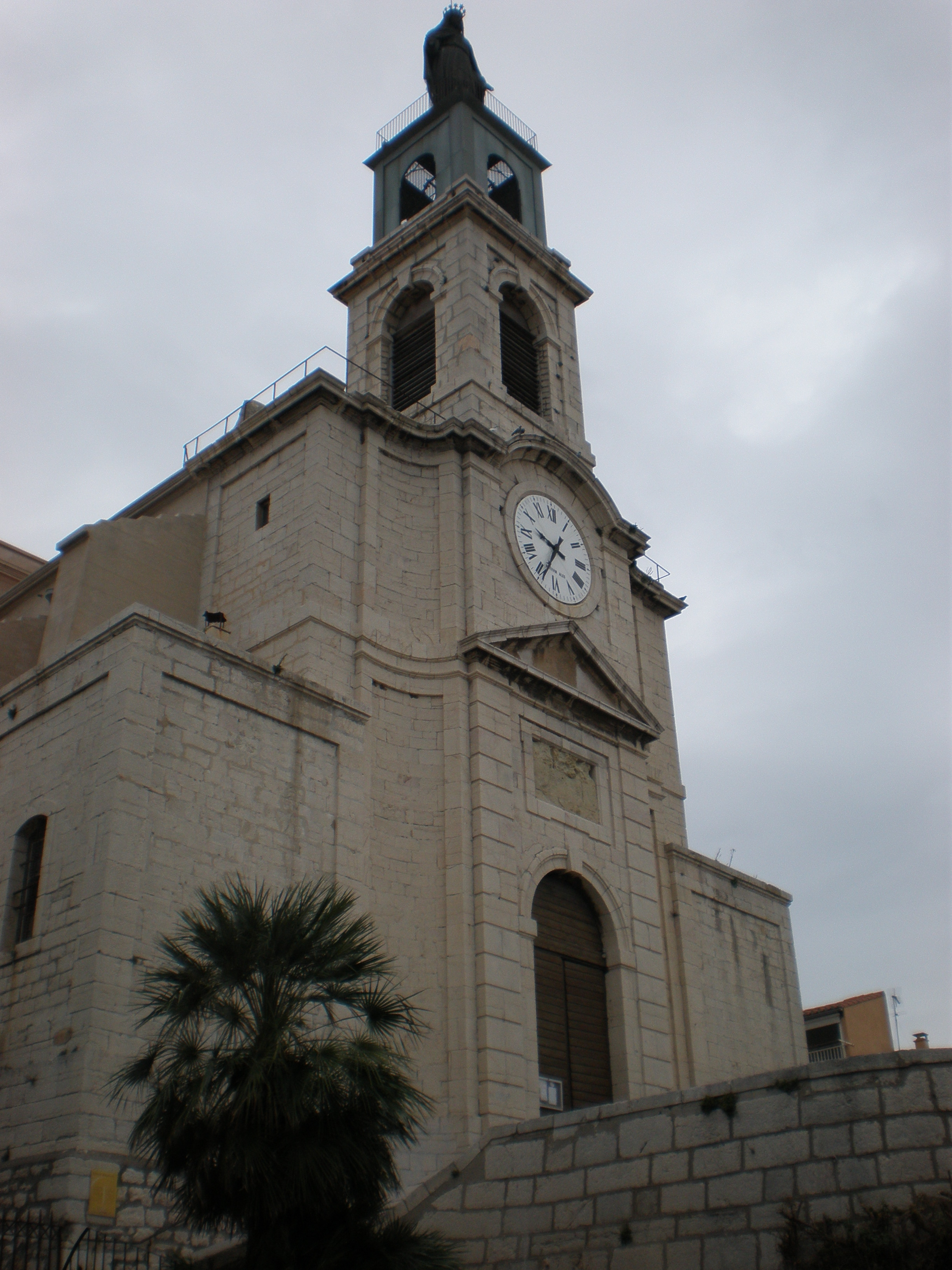
Église décanale Saint-Louis
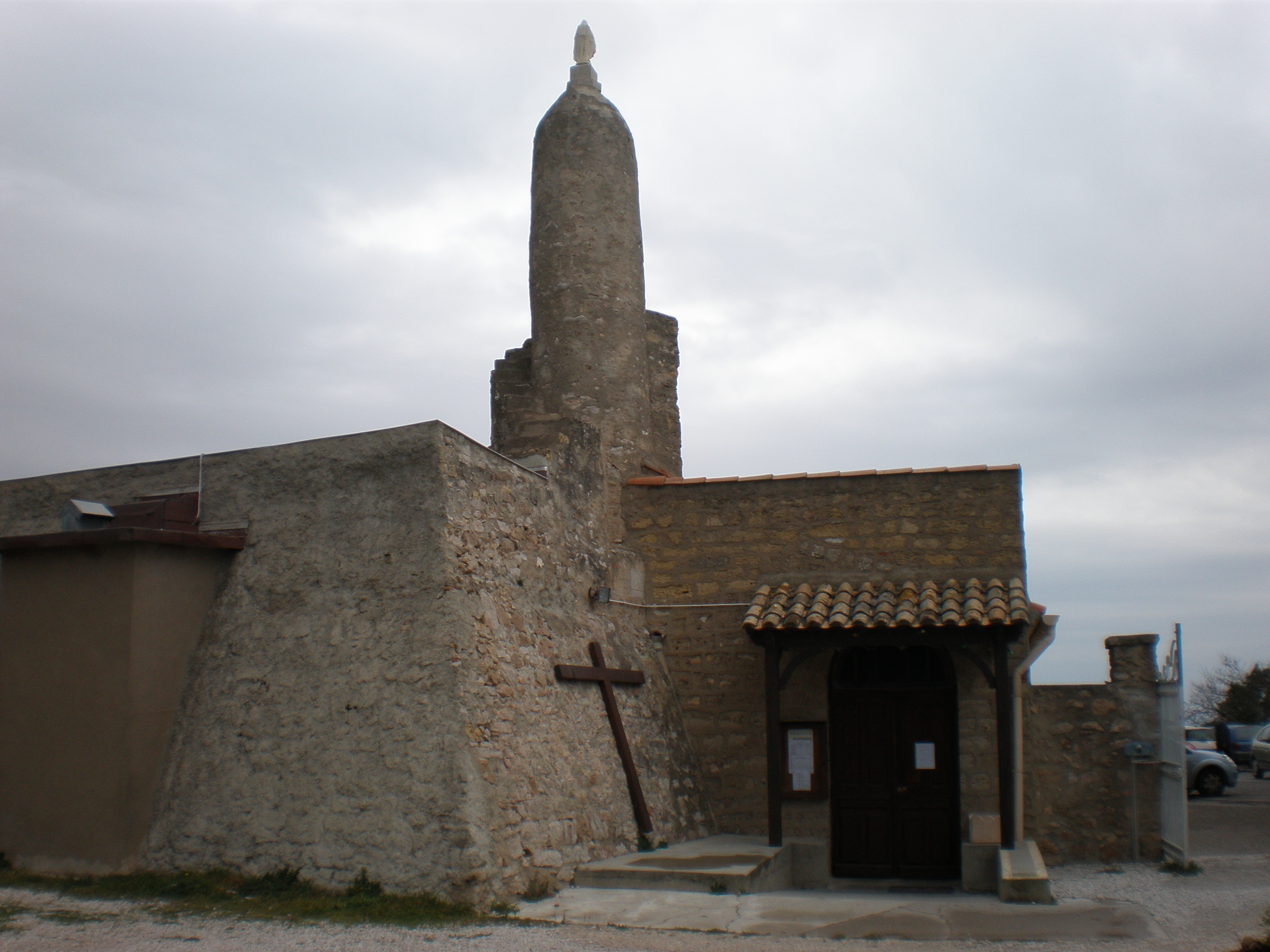
Chapelle Notre-Dame de la Salette sur le mont Saint-Clair
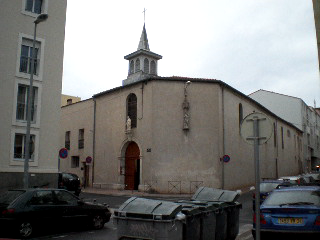
Église du Sacré-Cœur
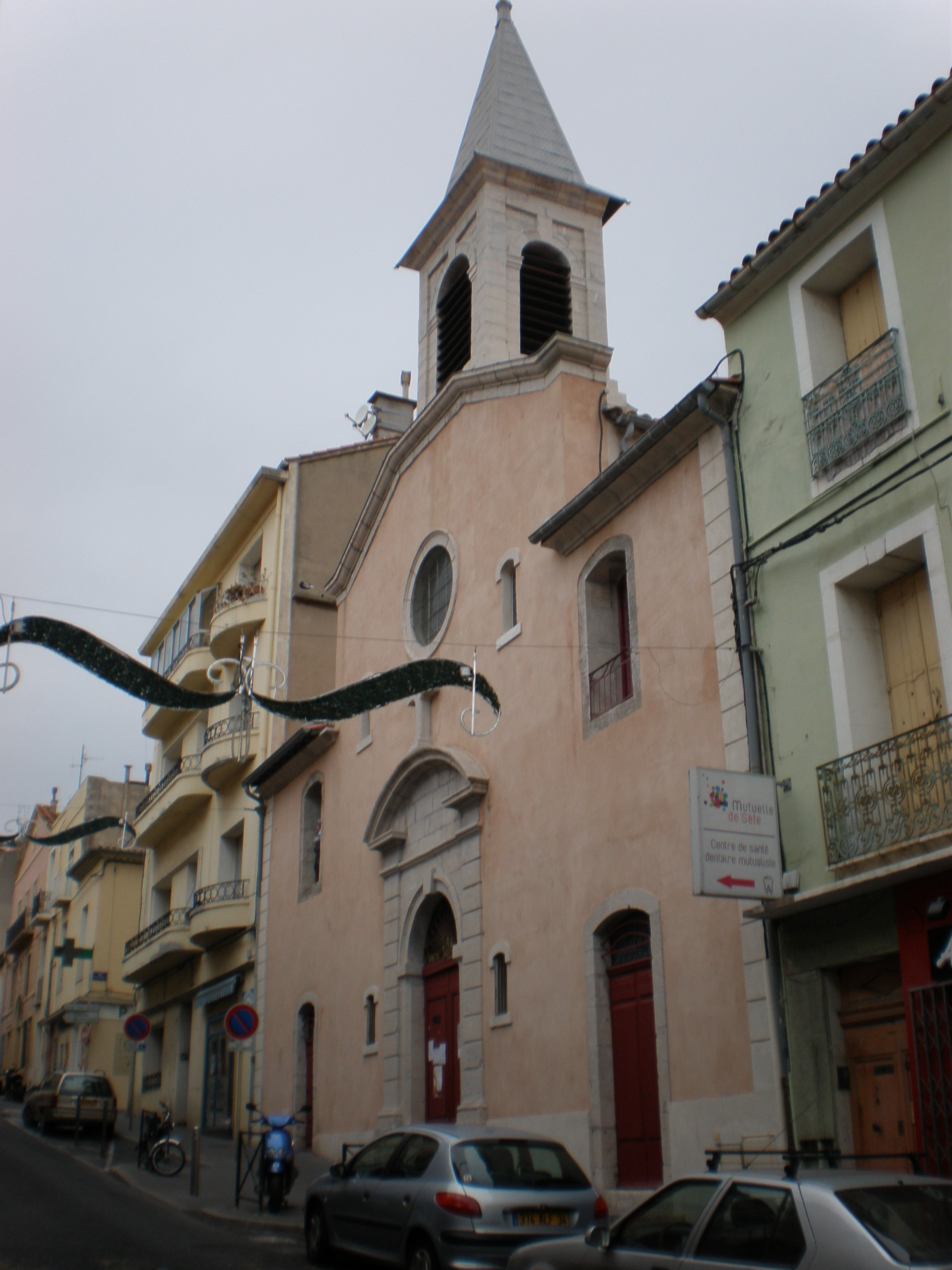
Église Saint-Joseph
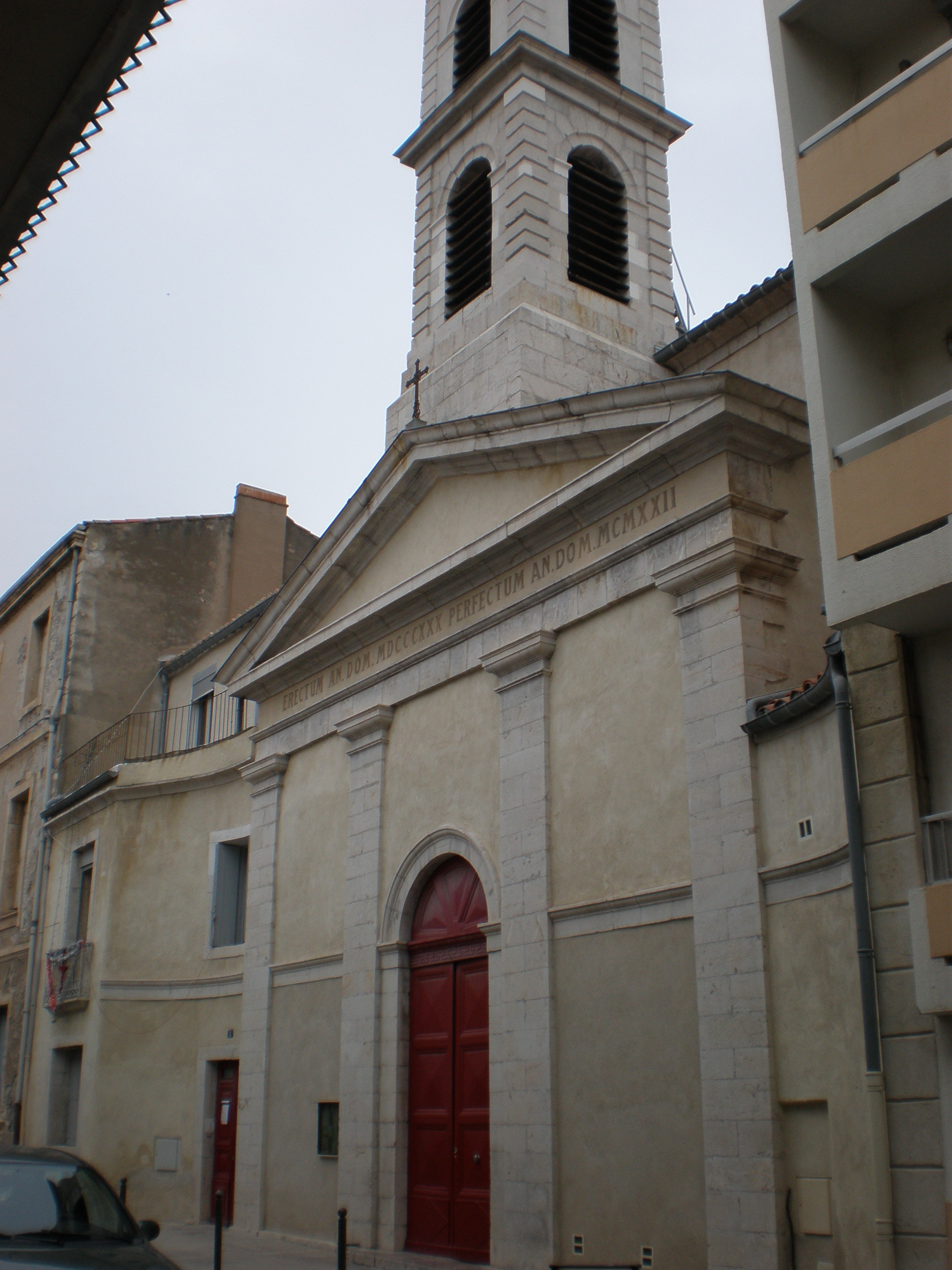
Église Saint-Pierre
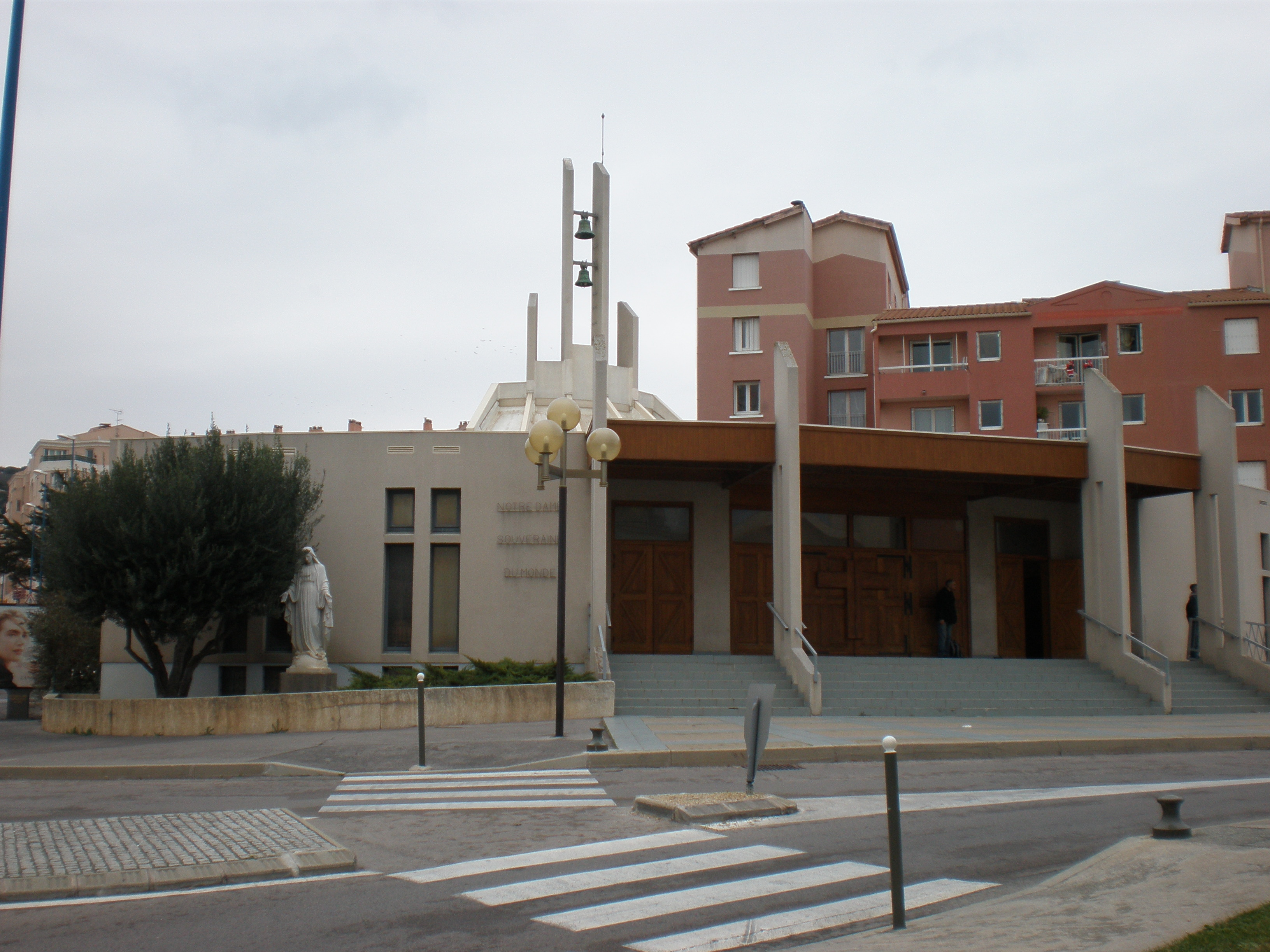
Église Notre-Dame Souveraine du Monde
- Église Sainte-Thérèse

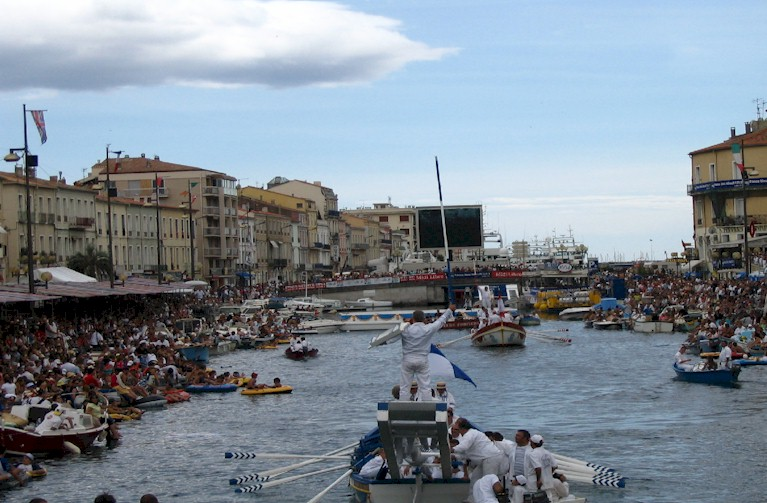
Joutes de la Saint-Louis en 2006
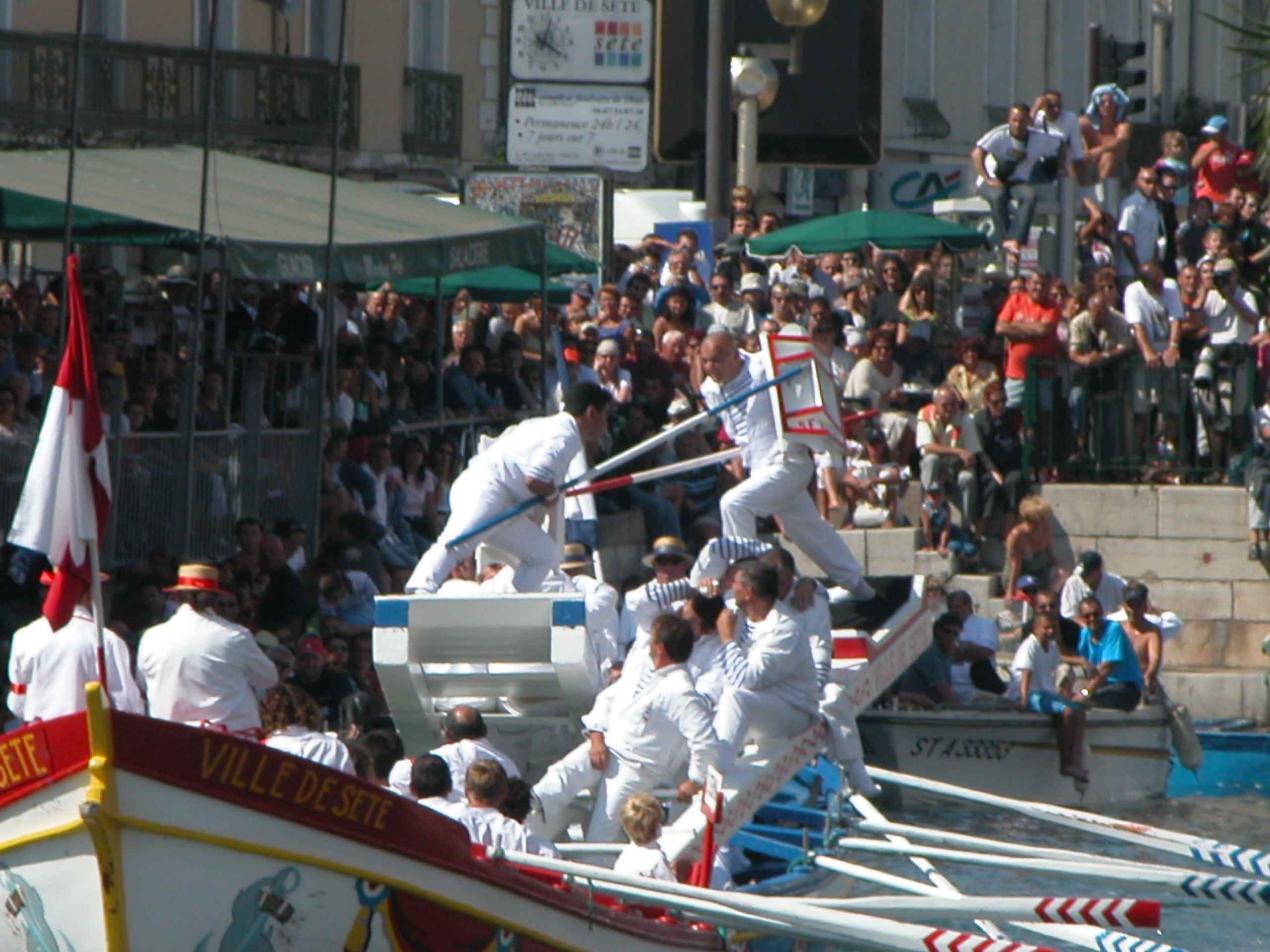
Joutes de la Saint-Louis en 2005
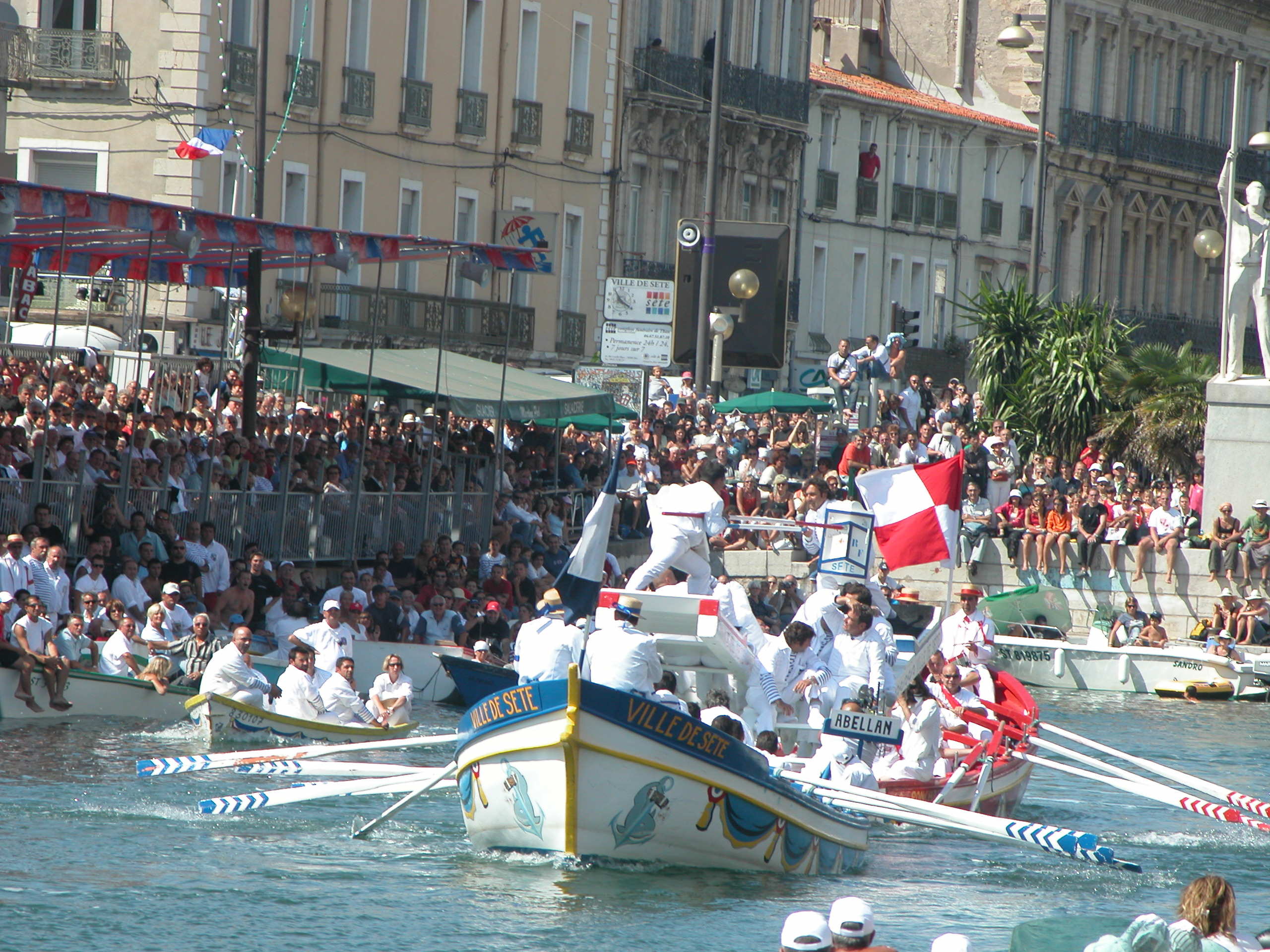
Joutes de la Saint-Louis en 2005
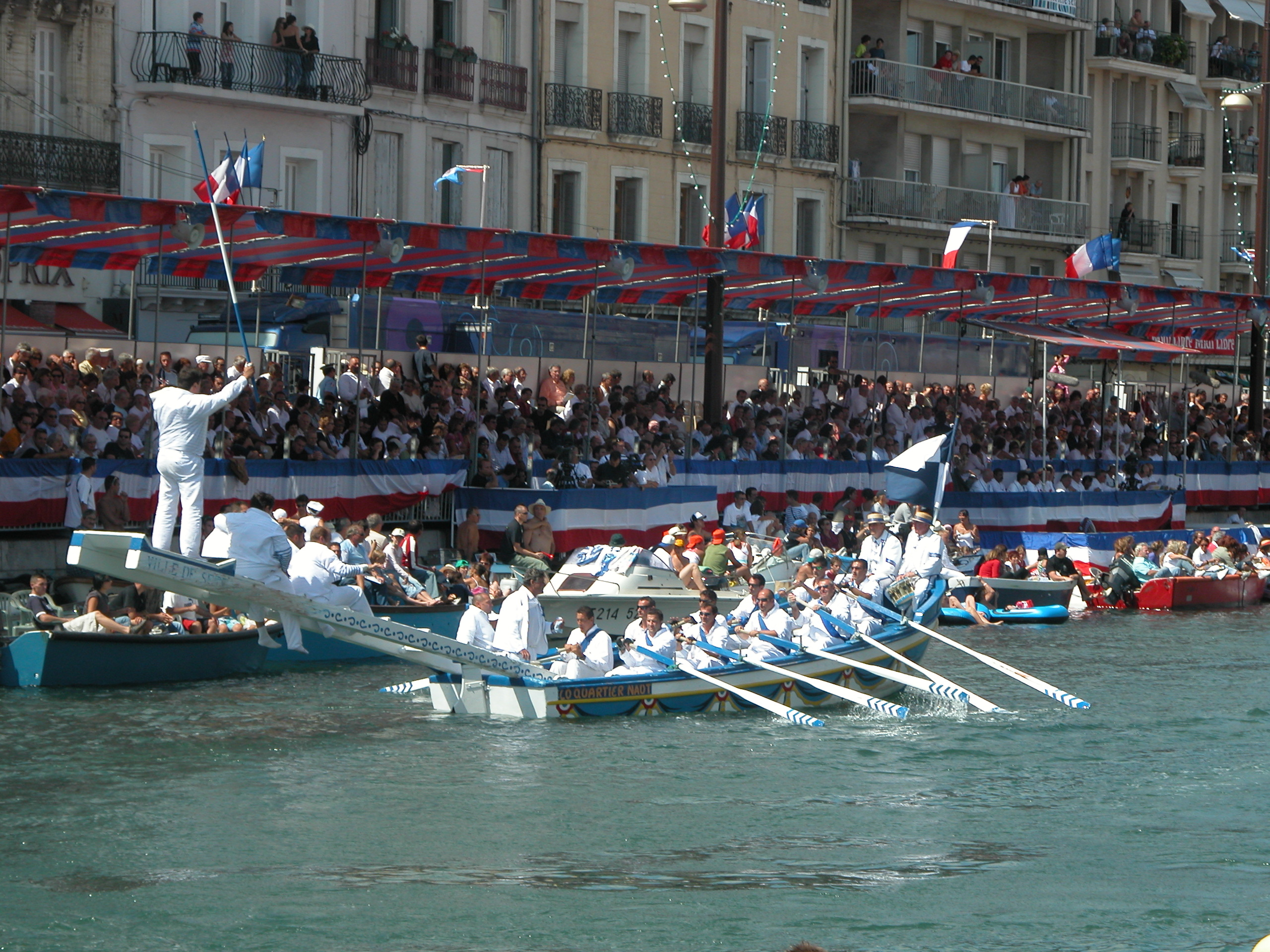
Joutes de la Saint-Louis en 2005

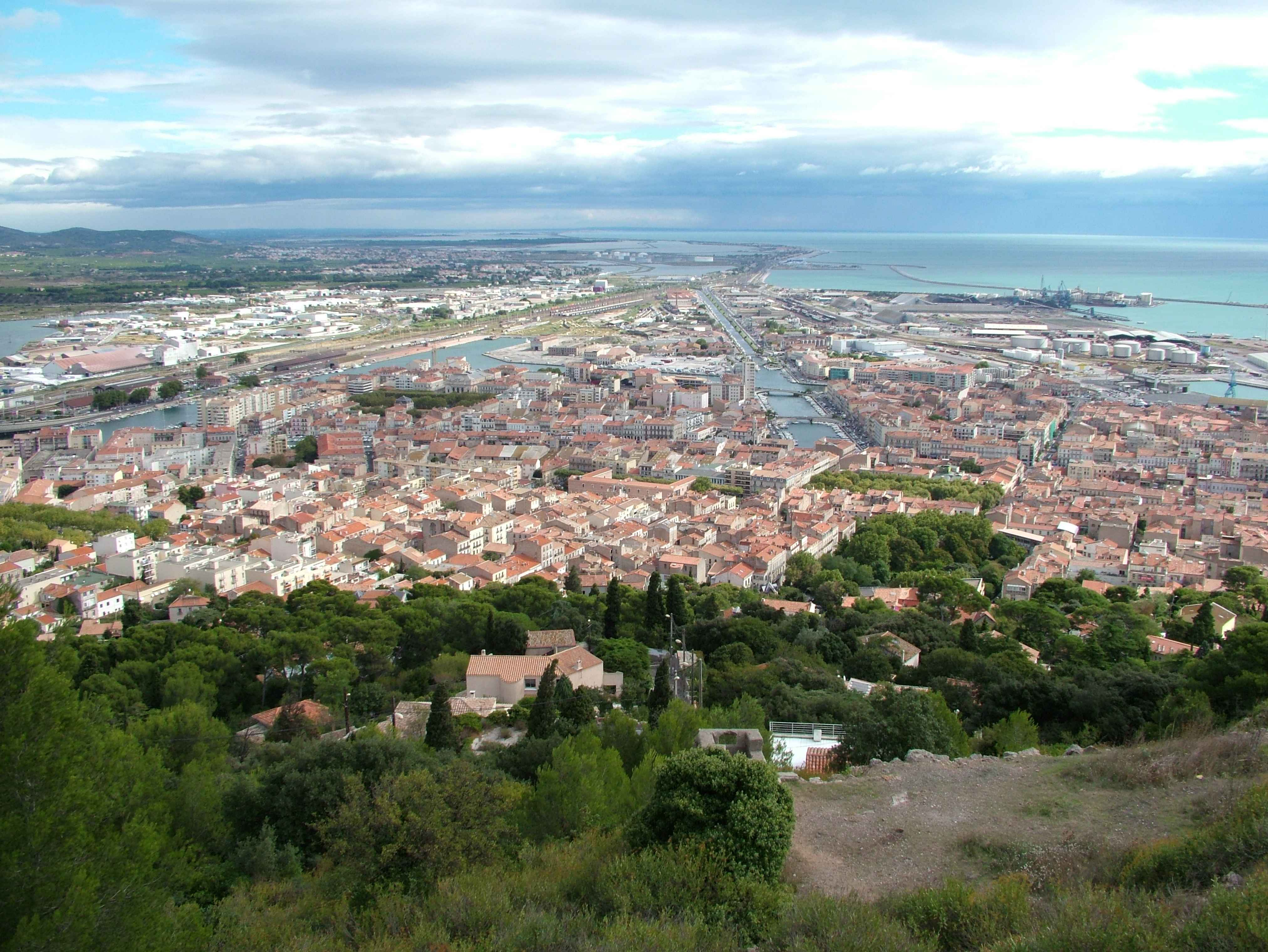
Vue générale depuis le mont Saint-Clair
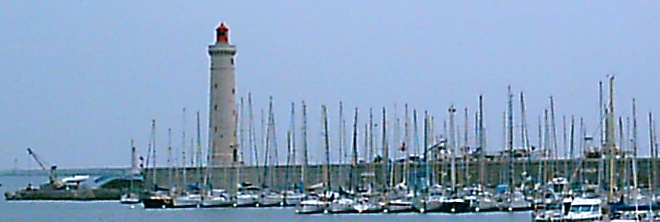
Phare Saint-Louis au bout du môle
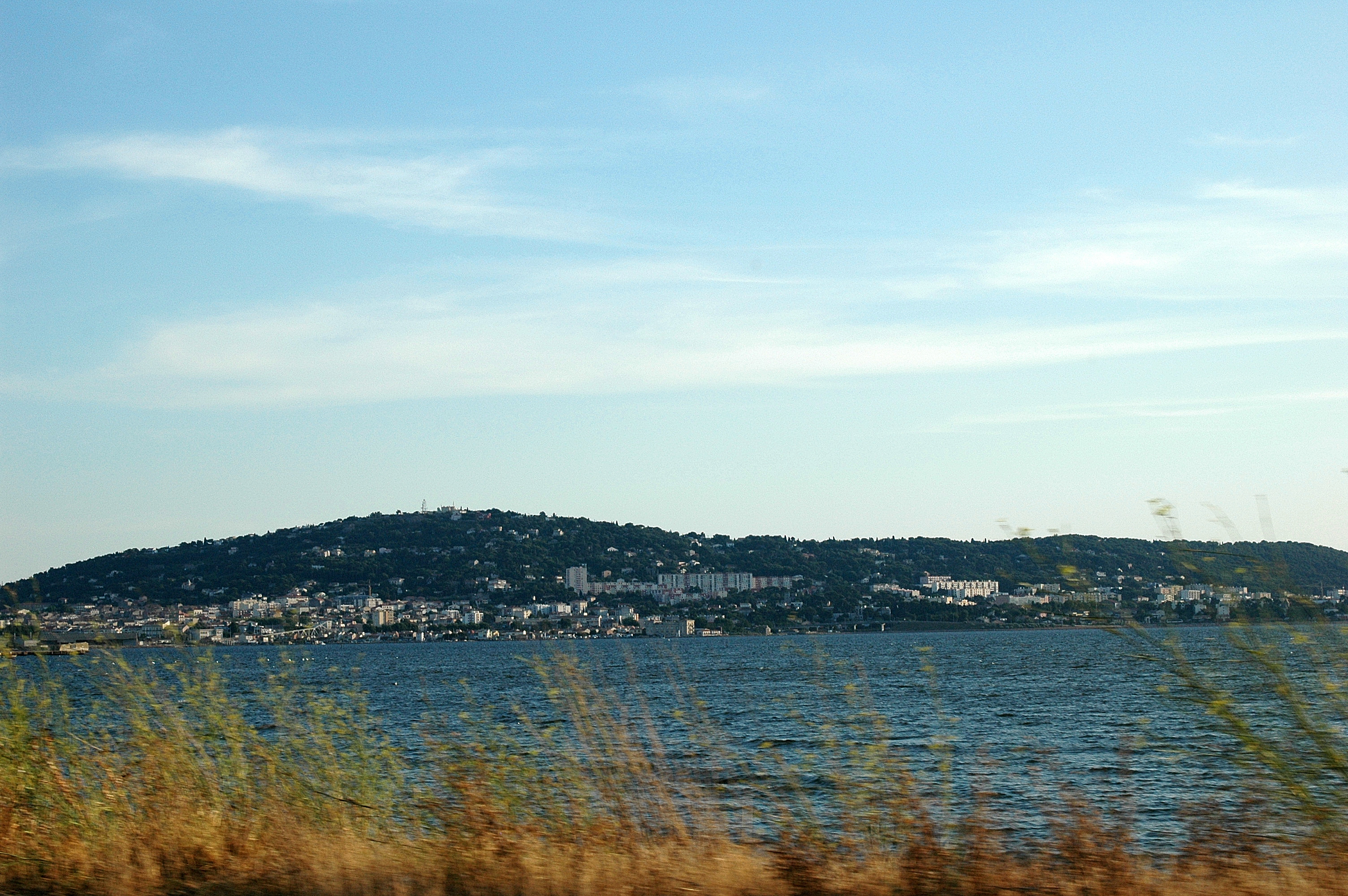
Par-delà l'étang de Thau
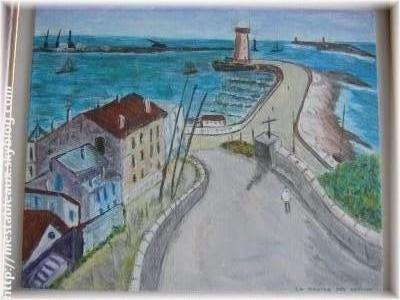
Vue du port de Sète, peinture de Setyv
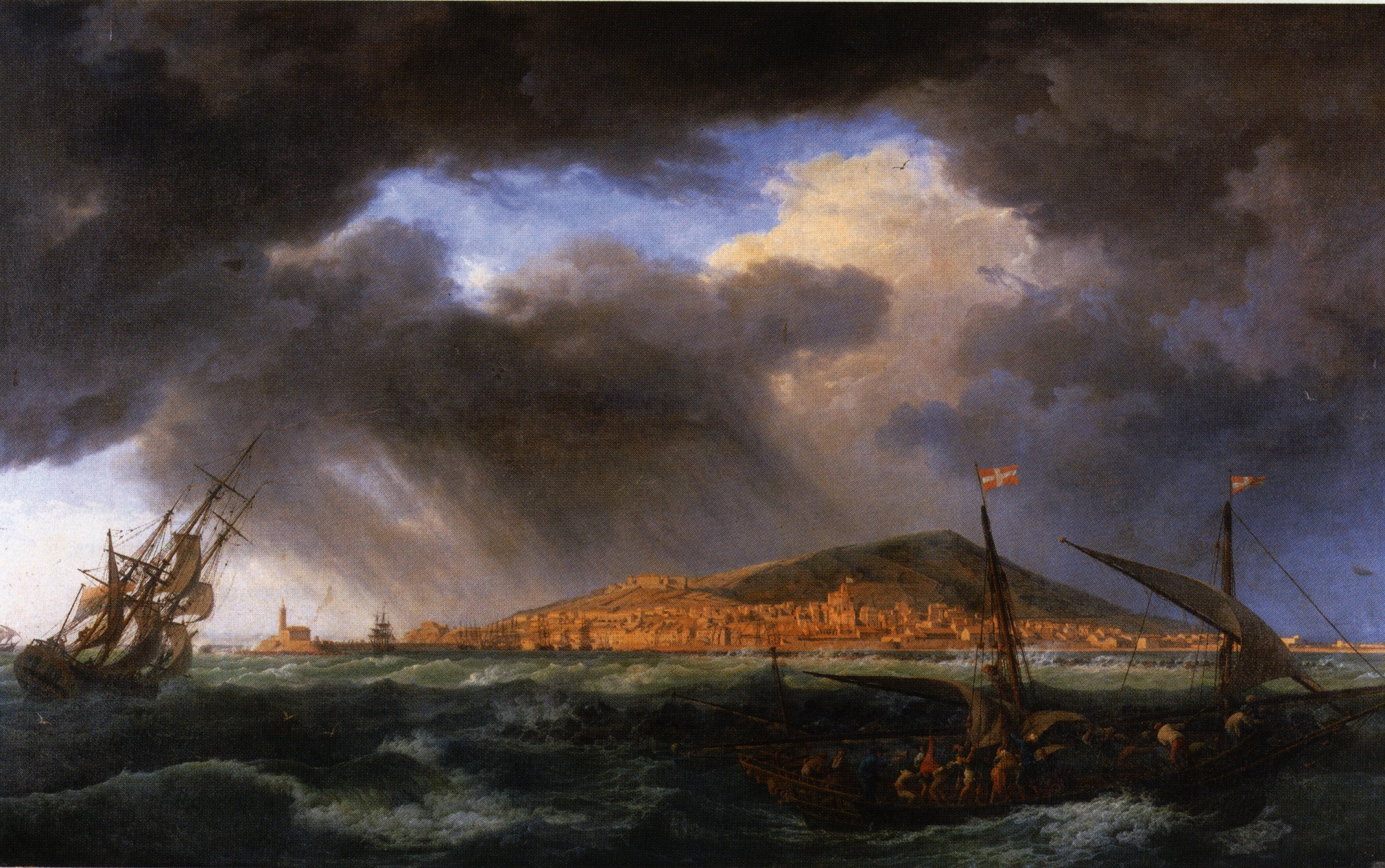
Le Port de Sète sous la tempête, peinture de Claude Joseph Vernet
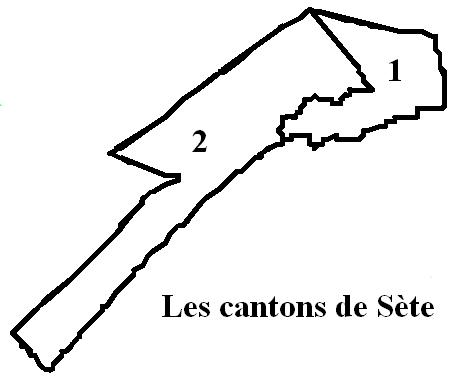
Le découpage des cantons de Sète
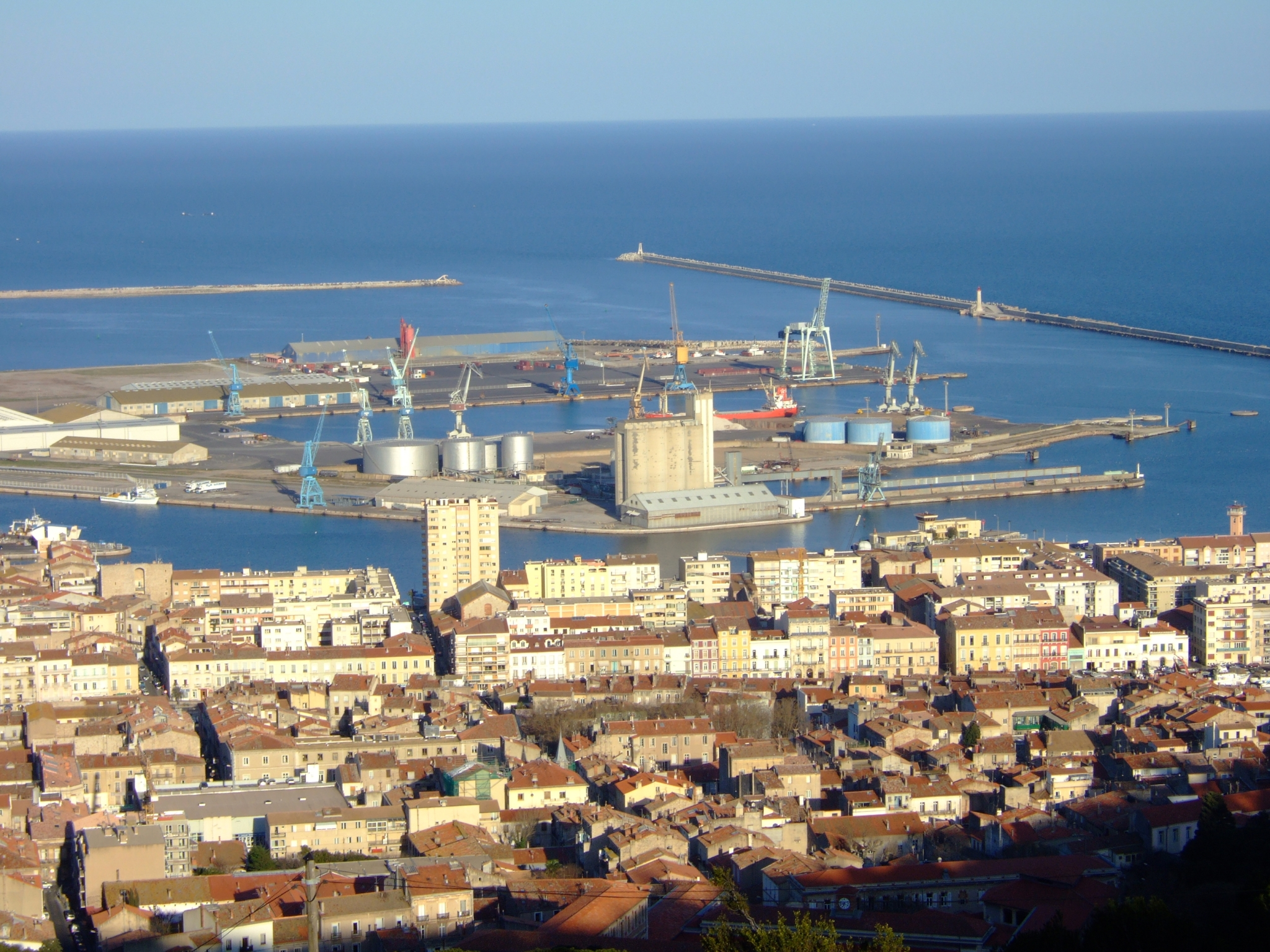
Une partie des quais du port de commerce
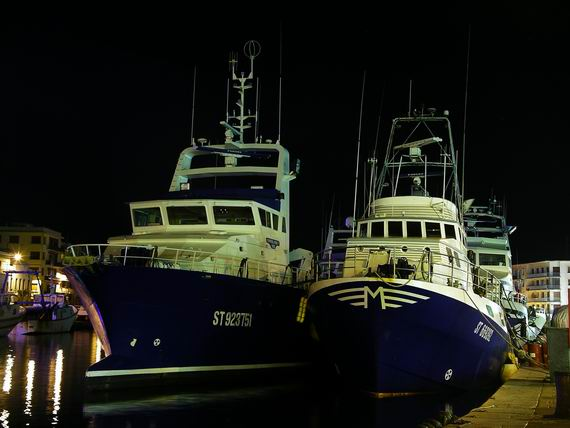
Bateaux de pêche industrielle
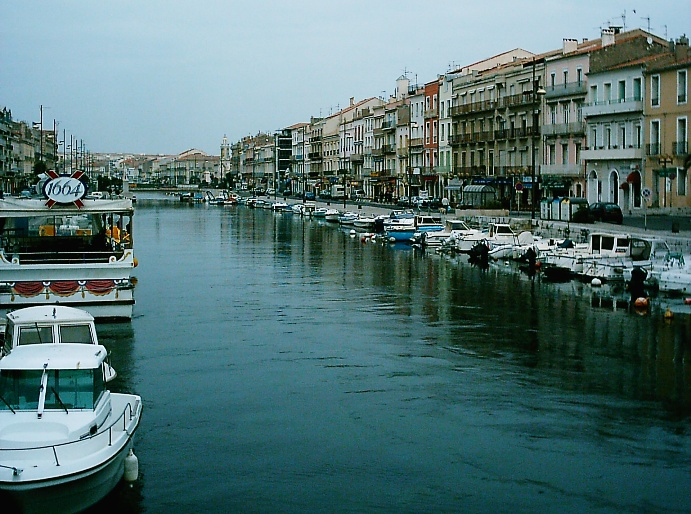
Le canal Royal
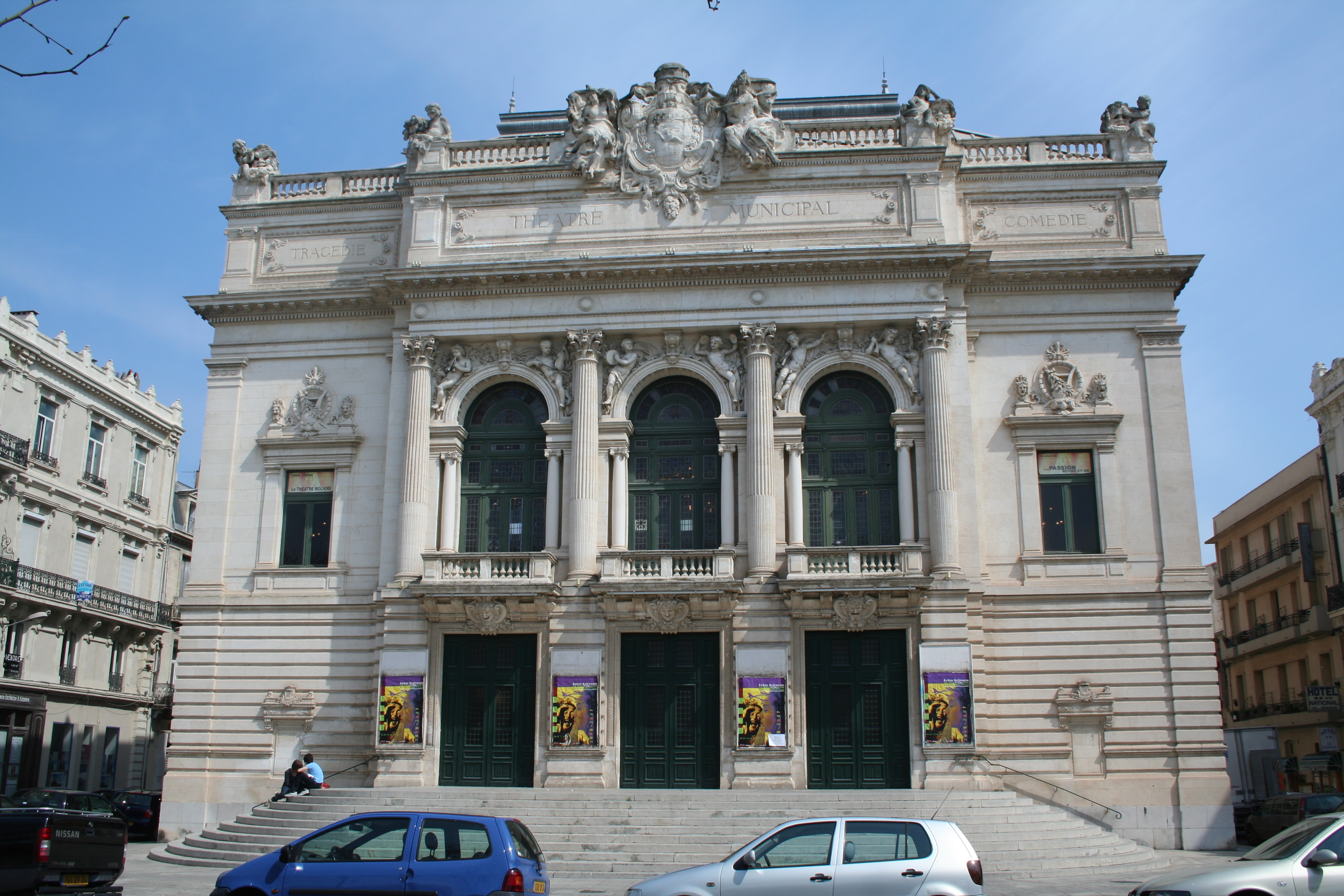
Le théâtre Molière
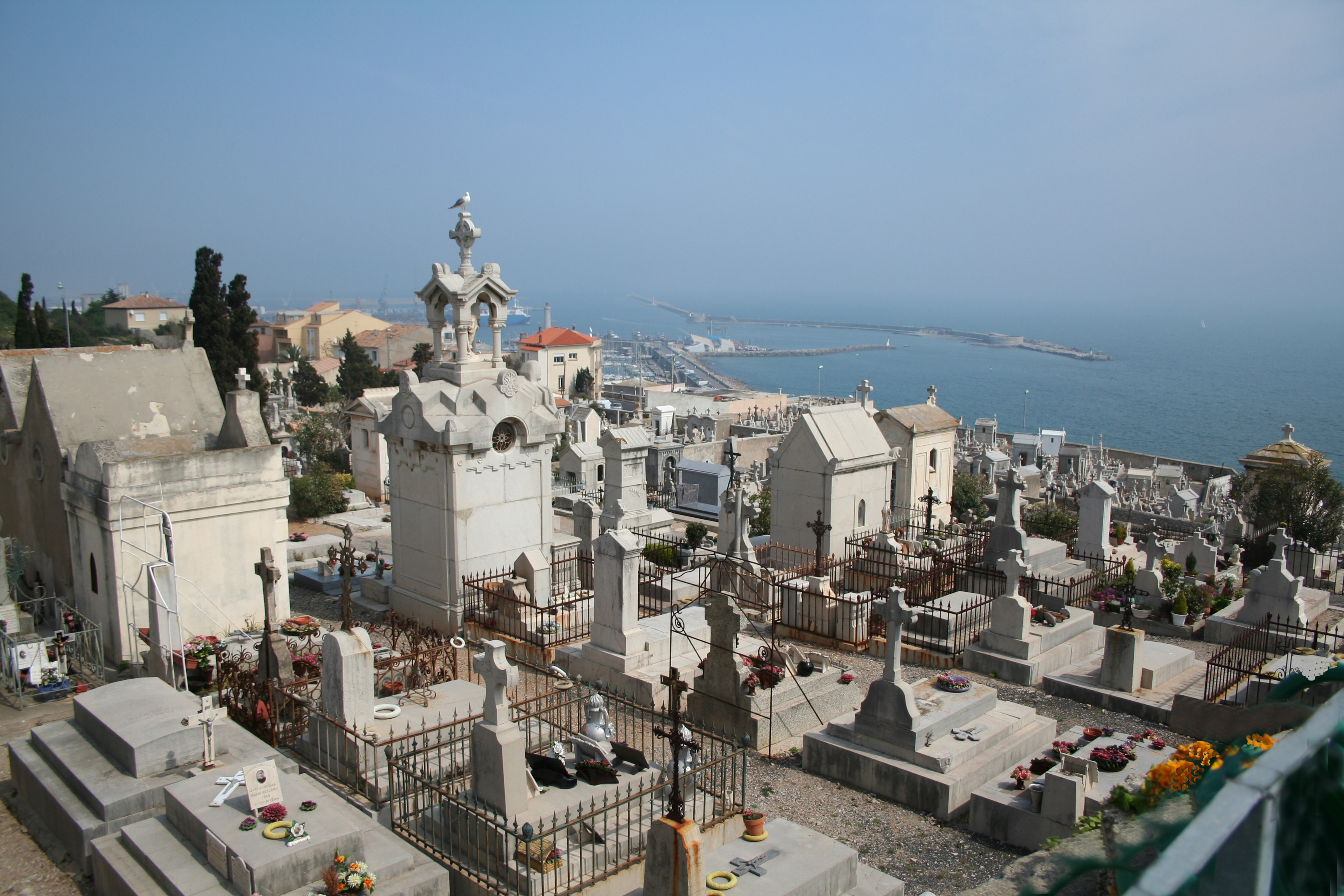
Cimetière Marin
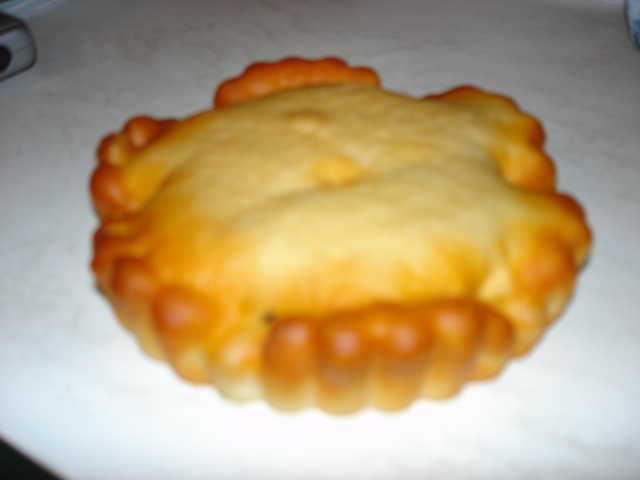
Tielle à la sétoise
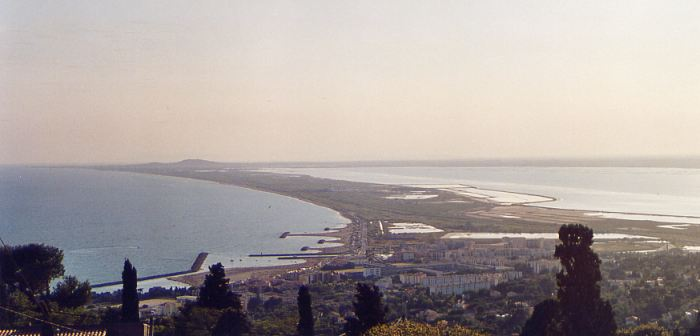
Plage de la Corniche
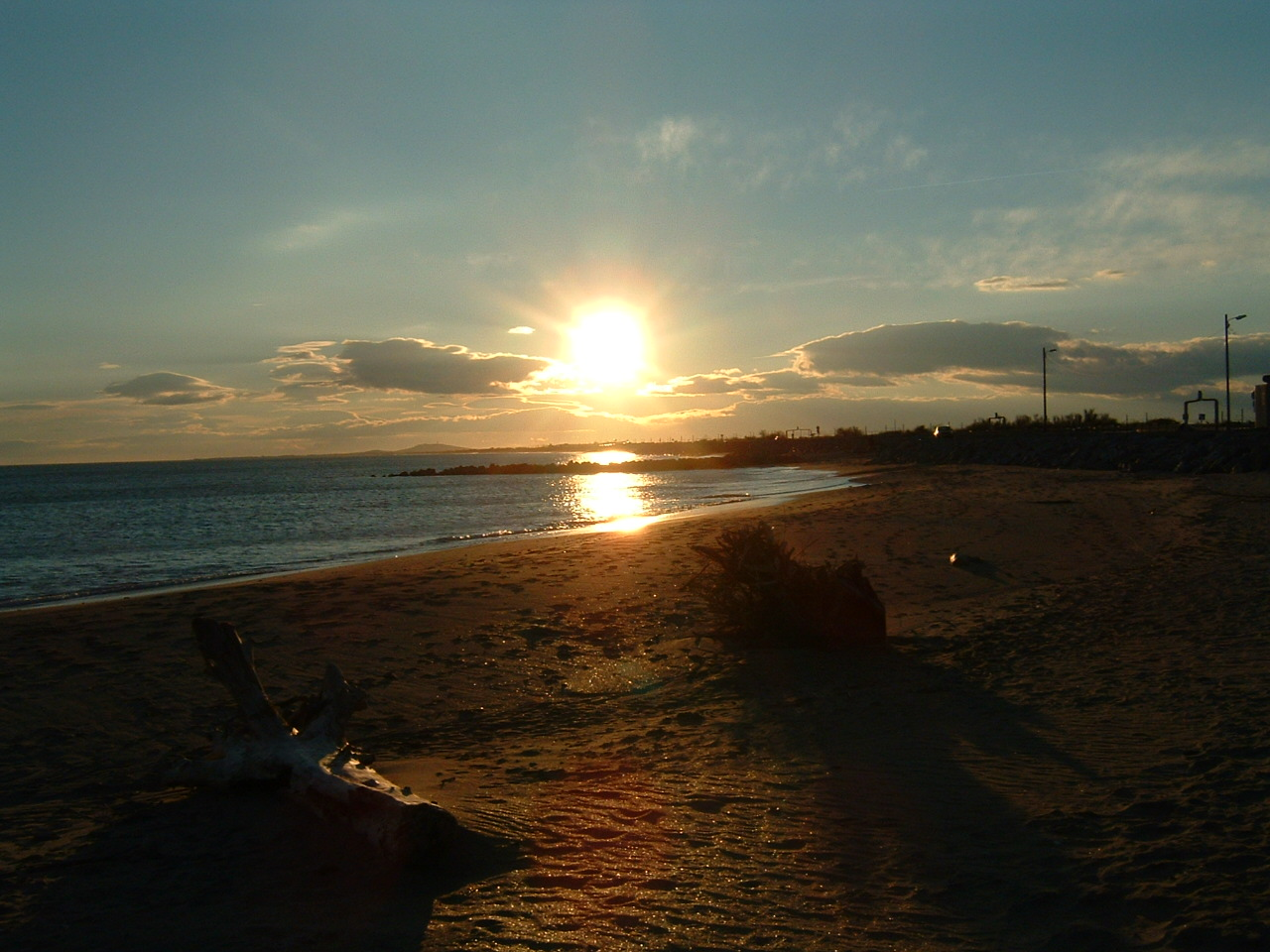
Plage de Sète en hiver